# Heute – in Deutschland

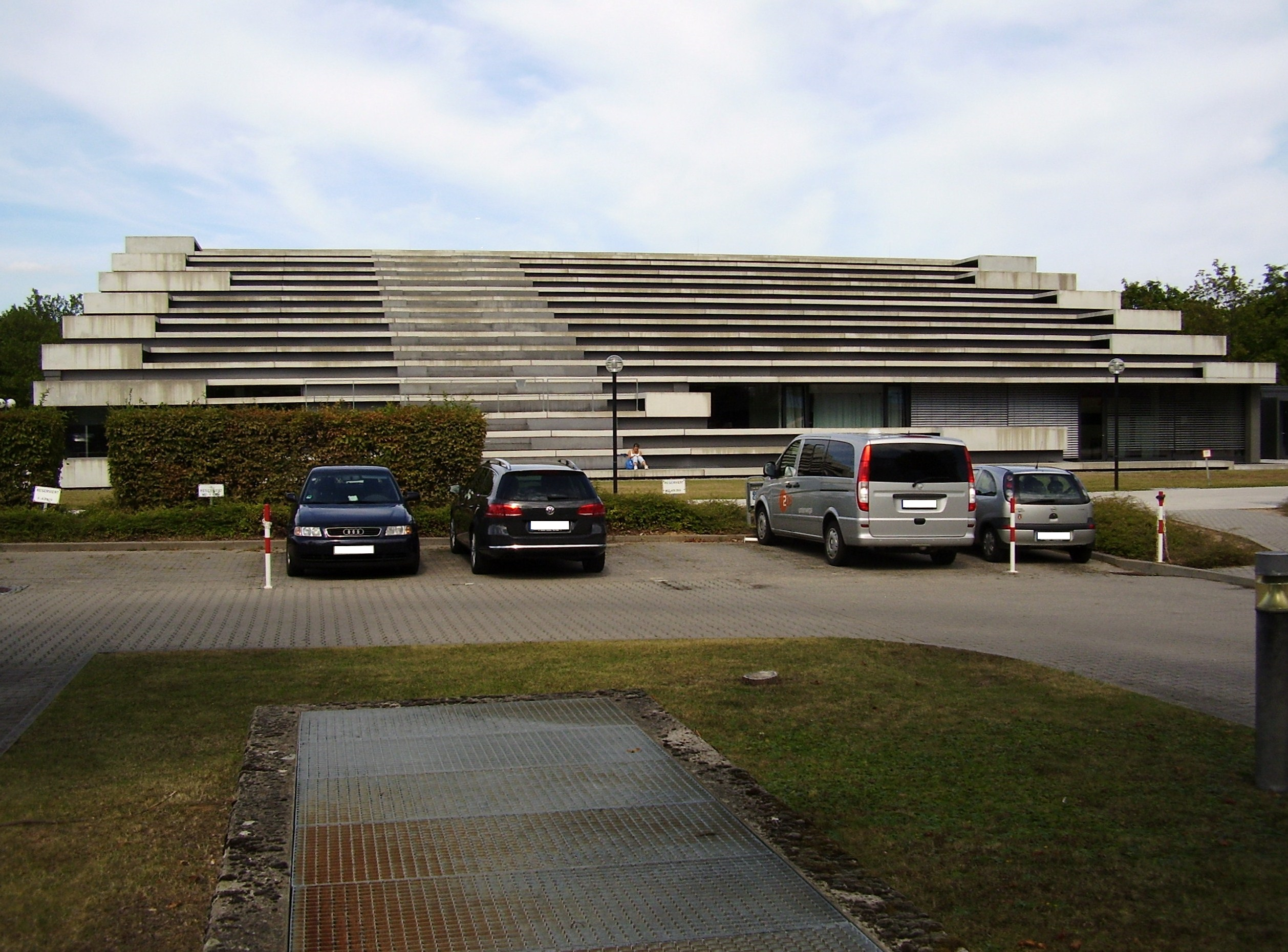
Das ZDF-Nachrichtenstudio in Mainz-Lerchenberg

heute – in Deutschland ist eine werktägliche Nachrichtensendung im ZDF.

## Sendung
Die Sendung wird seit dem 25. April 2000 um 14 Uhr von Montag bis Freitag ausgestrahlt. heute – in Deutschland beginnt zunächst mit aktuellen Meldungen des Tages und einem anschließenden Nachrichtenblock. Hauptbestandteil der 15-minütigen Sendung sind allerdings Meldungen von Politik, Wirtschaft, Sport und Kultur aus Deutschland. Zum Ende gibt es einen ausführlicheren Blick auf die Wetterkarte.
Seit dem 2. Januar 2012 wird die Sendung mit einem dunkleren Hintergrund und einem Themenüberblick zum Beginn präsentiert. Ein neuer Bestandteil sind zudem die Deutschland-Spots. Außerdem wird die Sendung nun nicht mehr von diversen Moderatoren der heute-Redaktion präsentiert, sondern von zwei festen Moderatoren: Yve Fehring moderiert die Sendung seit Dezember 2011 und Ralph Szepanski seit 2002. heute – in Deutschland erhielt im Januar 2012 auch einen eigenen Internetauftritt.
Seit dem 3. November 2014 präsentierte sich die Sendung mit neuem Vorspann und einem leicht veränderten Studiohintergrund. 2021 zog sie zusammen mit der gesamten heute-Familie in ein neues Studio mit neuer Optik um.

## Moderatoren

### Derzeitige Moderatoren
| Moderator                      | Einstieg |                               | Anmerkung      |
| ------------------------------ | -------- | ----------------------------- | -------------- |
| Ralph Szepanski                | 2002     | Hauptmoderator                |                |
| Yve Fehring                    | 2011     | Hauptmoderatorin              |                |
| Kay-Sölve Richter              | 2011     | Hauptvertretung               |                |
| Carsten Rüger                  | 2011     | vertretungsweise (sporadisch) | auch 2007–2009 |
| Christina von Ungern-Sternberg | 2012     | vertretungsweise (sporadisch) |                |
| Andreas Klinner                | 2017     | vertretungsweise (sporadisch) |                |
| Lisa Mittrücker                | 2017     | vertretungsweise (sporadisch) |                |
| Linda Kierstan                 | 2020     | vertretungsweise (sporadisch) |                |
| Christopher Wehrmann           | 2023     | vertretungsweise (sporadisch) |                |

### Ehemalige Moderatoren
| Moderator         | Einstieg  | Ausstieg  |
| ----------------- | --------- | --------- |
| Dagmar Henning    | 2000      | 2000      |
| Thomas Kausch     | 2000      | 2000      |
| Valerie Haller    | 2000 2011 | 2007 2011 |
| Henner Hebestreit | 2000      | 2007      |
| Barbara Hahlweg   | 2000      | 2011      |
| Claudia Rüggeberg | 2001      | 2003      |
| Caroline Hamann   | 2001      | 2005      |
| Brigitte Bastgen  | 2005      | 2007      |
| Dunja Hayali      | 2007      | 2010      |
| Anja Charlet      | 2007      | 2011      |
| Ina Bergmann      | 2007      | 2011      |
| Franziska Fischer | 2010      | 2016      |
| Normen Odenthal   | 2013      | 2016      |
| Maja Weber        | 2017      | 2017      |
| Julia Theres Held | 2020      | 2020      |